# 马纳斯卢峰
马纳斯卢峰（羅馬化：Manāslu / Manāsalu），又名古塘格峰（羅馬化：Kutāṅga），位于喜马拉雅山脉中段尼泊尔境内，海拔8,163米，是世界第八高峰。

## 歷史
2012年9月23日凌晨三點，馬納斯盧峰海拔7,300公尺左右發生雪崩，下方的第三營地（海拔6,800公尺）受到嚴重的衝擊，造成11人死亡。

## 地理

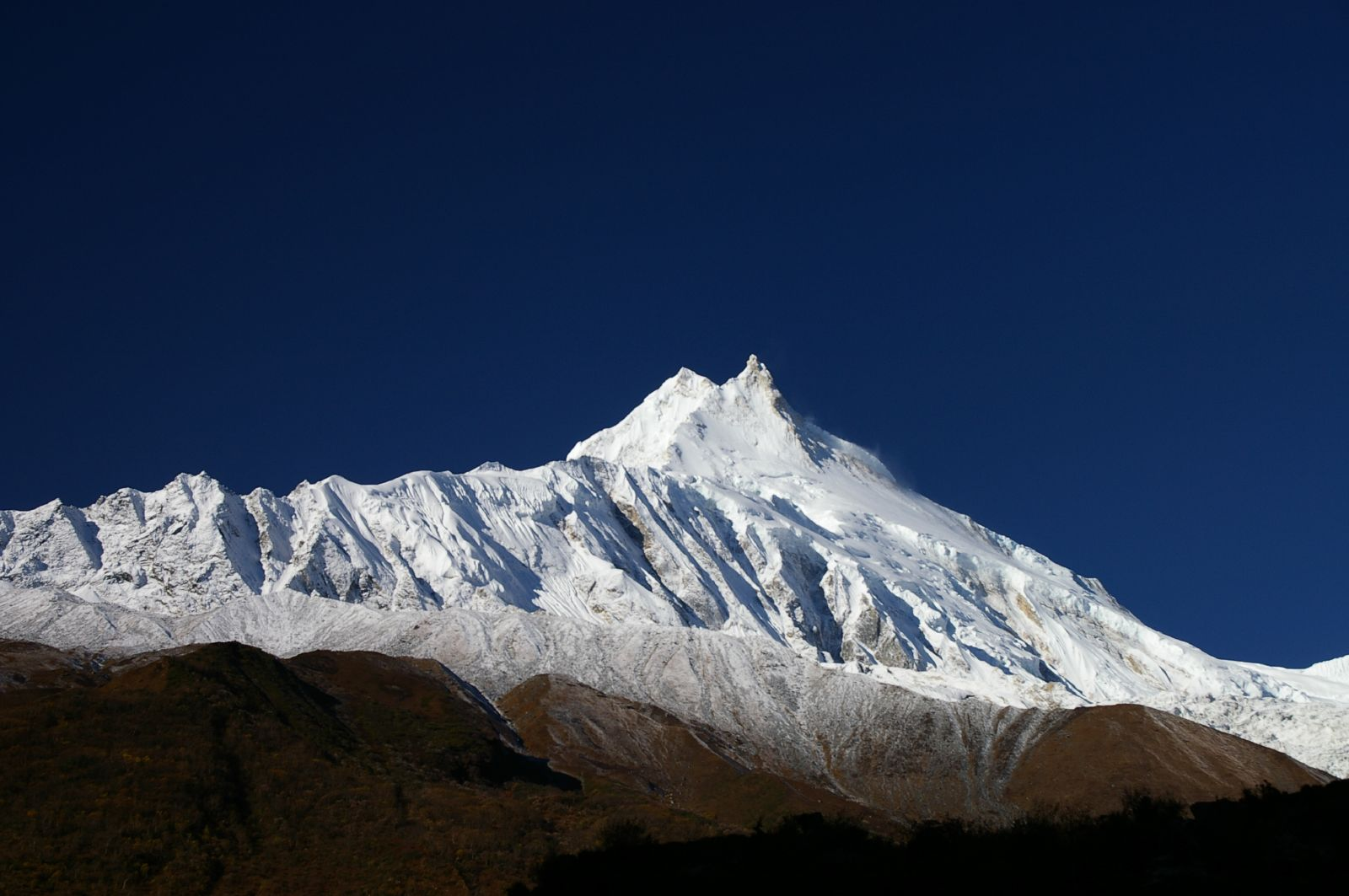
从大本营看马纳斯鲁峰

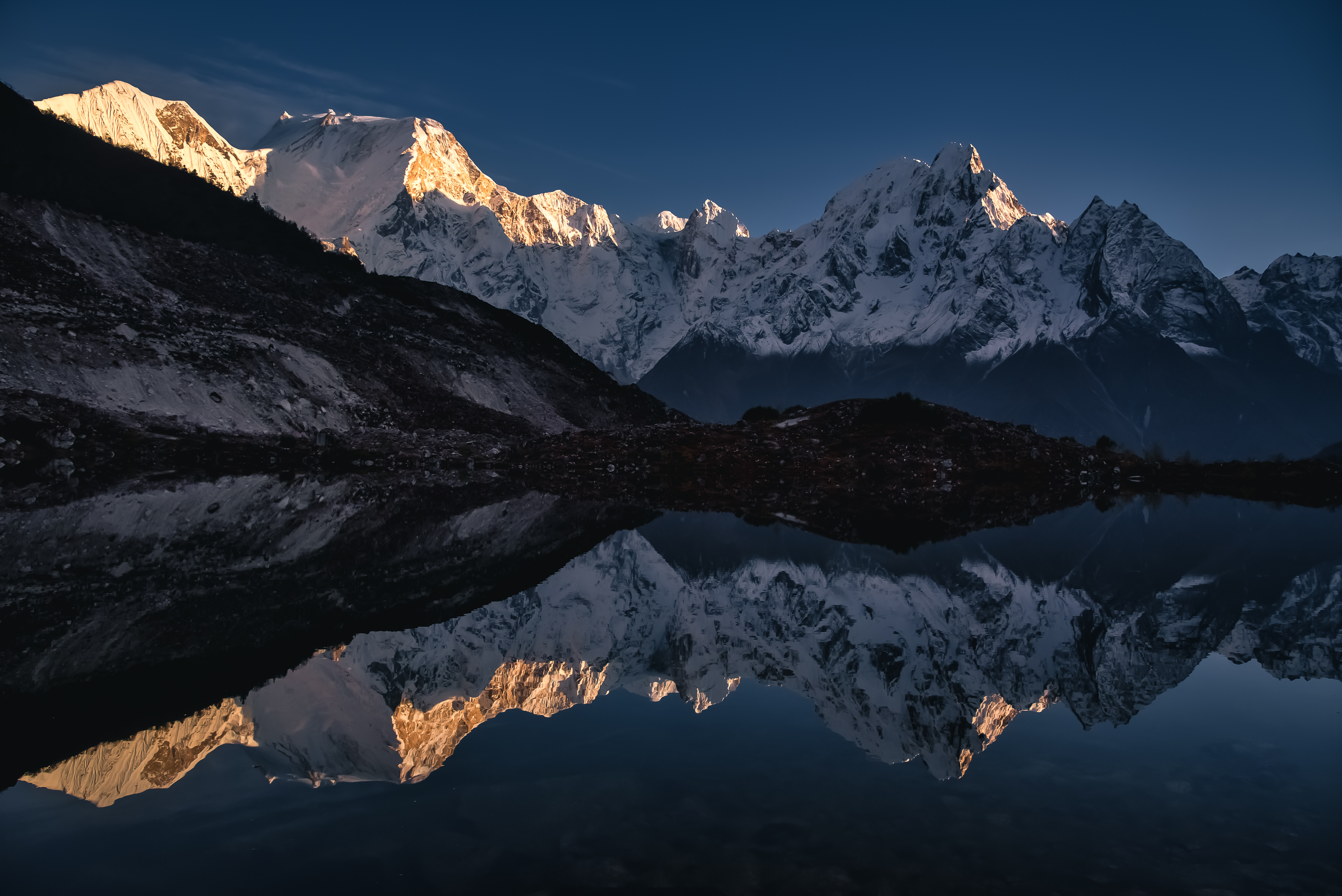
马纳斯鲁山脉

该地区也被称为“马纳斯鲁保护区”，地形从喜马拉雅山脉的亚热带山麓延伸至接壤西藏的干旱跨喜马拉雅高山牧场。区域从阿鲁盖特（Arughat）开始，一直延伸至拉克亚拉（Larkhe La）山口，涵盖六个气候带：
- 热带和亚热带，海拔约为1,000—2,000（3,300—6,600英尺）；
- 温带，海拔约为2,000—3,000（6,600—9,800英尺）；
- 亚高山带，海拔约为3,000—4,000（9,800—13,100英尺）；
- 高山带，为4,000—5,000（13,000—16,000英尺）之间的高山草甸；
- 极地带，海拔高于4,500（14,800英尺）。

这些气候带随海拔高度的变化而相互融合，从热带地带大约600（2,000英尺）的低谷，一直上升到位于极地带的马纳斯鲁主峰，海拔高达8,156（26,759英尺）。

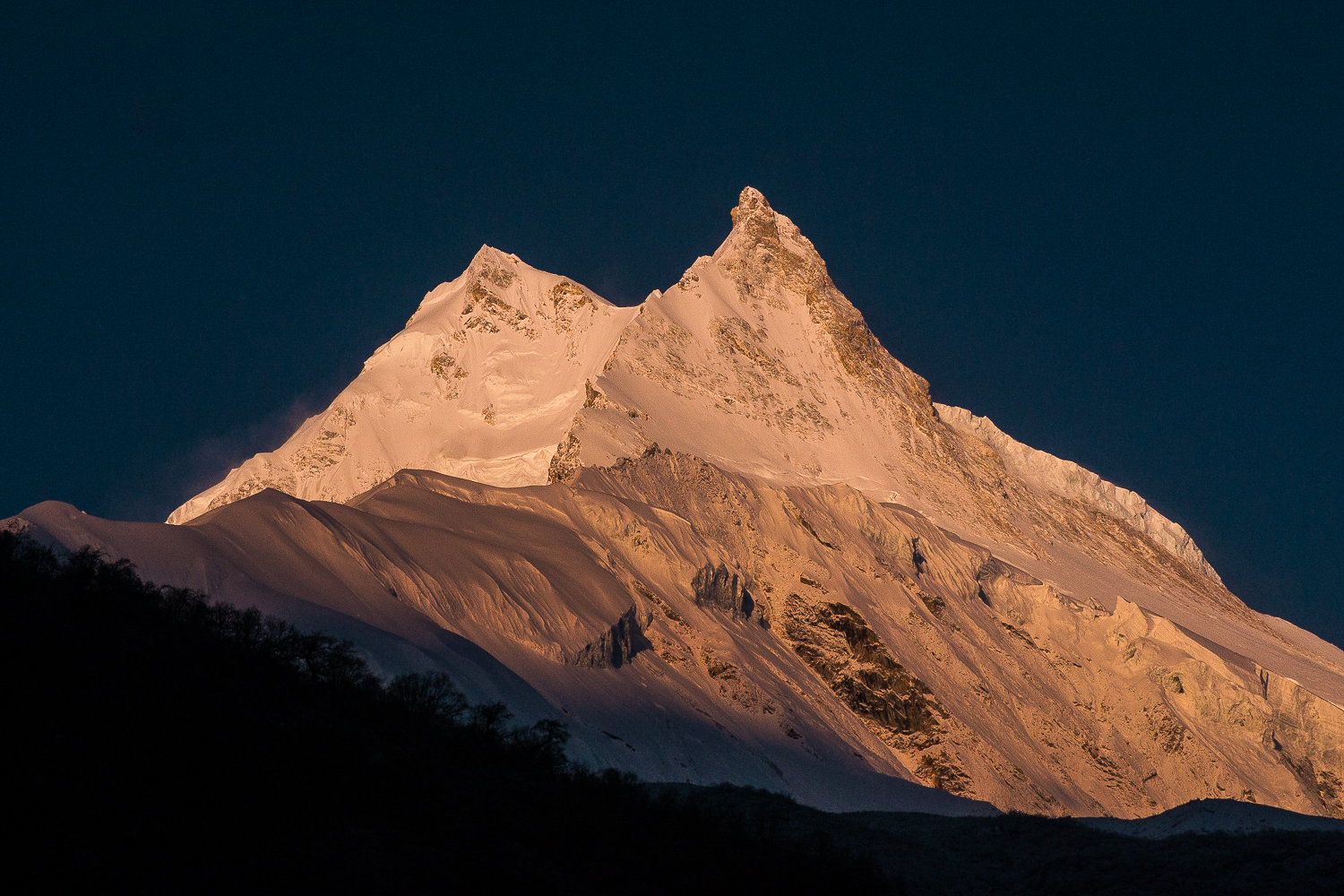
从萨马戈安村 (Samagoan Village) 看到的马纳斯鲁峰的晨景

马纳斯鲁在藏语中被称为“Kutan l”，其中“tang”意为“平坦之地”。这是一座巨大的高峰，海拔8,156（26,759英尺），是世界第八高山峰。由于其具备有利的地形——长长的山脊和冰川谷地——马纳斯鲁为登山者提供了多条攀登路线。
马纳斯鲁周围的重要山峰包括雅迪楚里峰、喜马尔佐利和宝达峰（Baudha）。在马纳斯鲁以北有一个名为拉克亚拉（Larkya La）的冰川鞍部，海拔为5,106（16,752英尺）。该峰的东侧被伽内什山段和布里甘达基河峡谷所界定，西侧则为玛律相迪河（Marysyangdi Khola）深切的裂谷和安纳布尔纳山脉丘陵地带，南侧为坐落在山脚下的廓尔喀镇，从这里出发的徒步路线在登山季节活跃。廓尔喀镇与马纳斯鲁峰的直线距离约为48（30英里）。马纳斯鲁已有六条成熟的徒步路线，而据称其南坡是最具挑战性的攀登路线。

### 气候
永久雪线通常被认为位于海拔5,000（16,000英尺）以上。该地区的降水包括降雪和降雨，年平均降水量约为1,900（75英寸），主要集中在6月至9月的季风季节。
该地区的气温因气候带而差异显著：
- 在亚热带地区，夏季和冬季的平均气温分别为31—34 °C（88—93 °F）和8—13 °C（46—55 °F）；
- 在温带气候带，夏季气温为22—25 °C（72—77 °F），冬季气温为−2—6 °C（28—43 °F），并常出现积雪和霜冻；
- 在亚高山地区，12月至5月通常会有降雪，年平均气温为6—10 °C（43—50 °F）；
- 而高山极地气候带则明显不同，属于永久雪线范围内，气温远低于冰点。[4]

#### 主要山峰

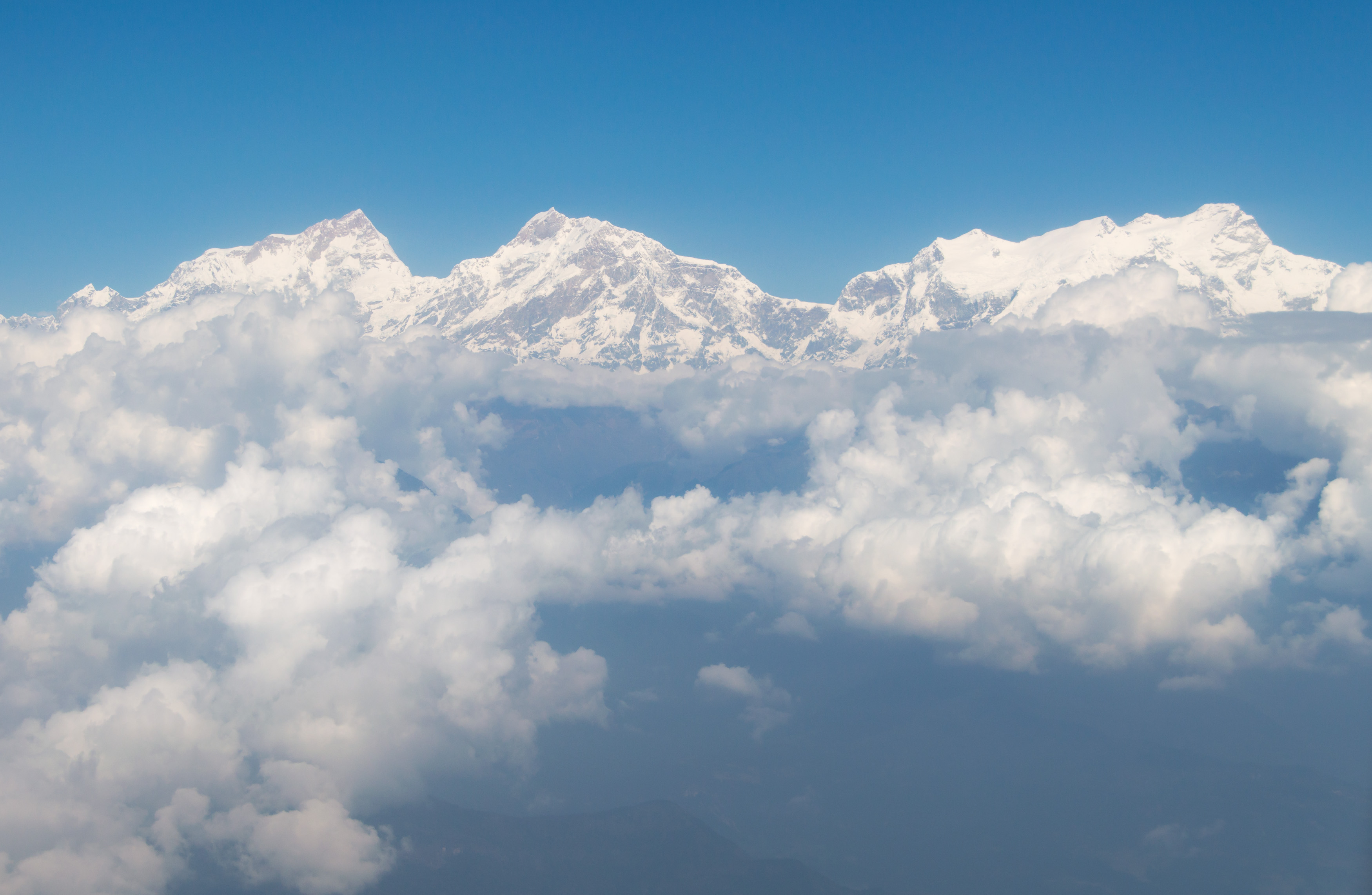
曼西里喜马尔山脉的主要山峰（从左到右）：马纳斯鲁峰、纳迪楚利峰、喜马尔丘利峰

该地区还有其他主要山峰，例如喜马拉雅山（7,893米或25,896英尺），雅迪楚里峰（7,871米或25,823英尺），Shringi（7,187米或23,579英尺），朗勃（6,668米或21,877英尺）和 Saula（6,235米或20,456英尺）。 